# Florentino López Cuevillas
Florentino López Cuevillas (Ourense, 14 de novembre de 1886 - 30 de juliol de 1958) fou un historiador i escriptor gallec. Fill d'un funcionari d'Hisenda, que va morir abans de néixer Florentino. Va estudiar Farmàcia a la Universitat de Santiago de Compostel·la, professió que mai va exercir. Funcionari de l'Estat va estar destinat en Madrid durant una breu temporada i va estudiar allí per lliure Filosofia i Lletres, carrera que no va rematar. Amic de Ramón Otero Pedrayo i Vicente Risco, per la seva influència va escriure a la revista Nós, on va publicar el seu primer article arqueològic «A mansión Aquis Querquernis» en 1920.
En 1968 se li va dedicar el Dia de les Lletres Gallegues.

## Obres
- «A edade do ferro na Galiza»
- «Galicia sempre»
- «Os oestrimnios, os saefes e a ofiolatría en Galiza»
- «La civilización céltica en Galicia» (1953)
- «Como naceu a cidade de Ourense»
- «Relacións prehistóricas entre Galicia e as illas Británicas»
- «As raíces fondas de Galicia»
- «O trasno na vila»
- «O poema da seca»
- «Prosas galegas» (publicat póstumament en 1962)
- «Dos nosos tempos» (publicat póstumament en 1962)